# 南弗萊縣
8°41′S 142°14′E / 8.683°S 142.233°E

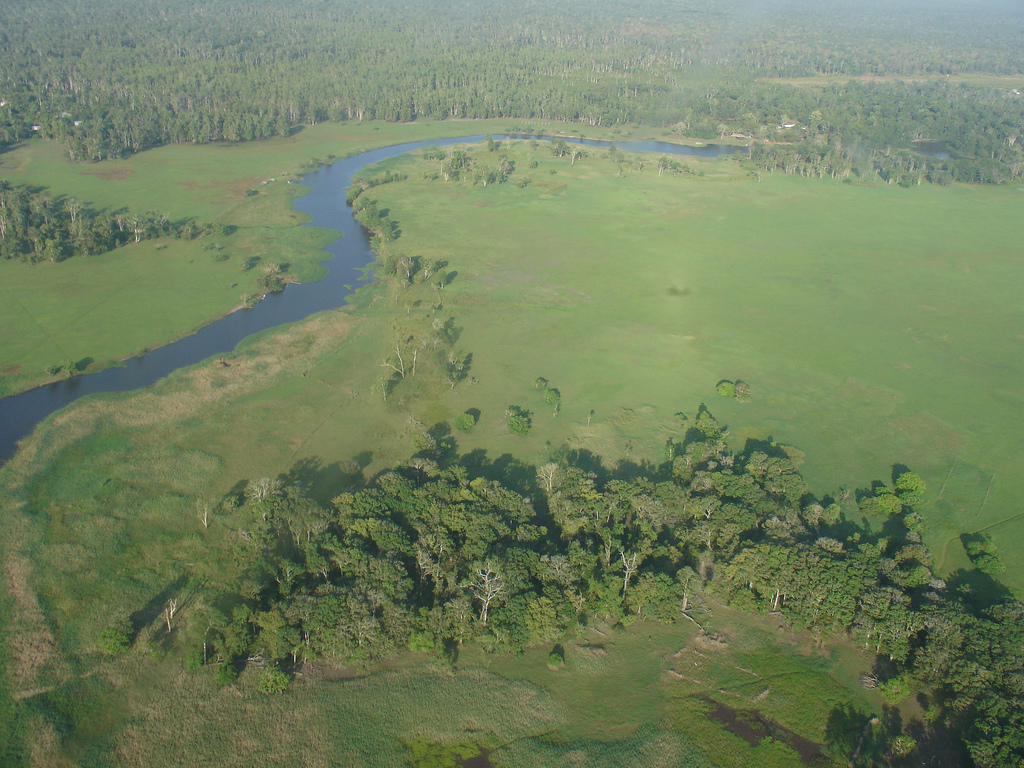

南弗萊縣（South Fly District），是巴布亞新畿內亞的縣份之一，位於新畿內亞島西南部，由西部省負責管轄，首府設於達魯，面積31,864平方公里，2011年人口59,152，人口密度每平方公里1.9人。